# Поворот не туда: Наследие
«Поворот не туда: Наследие» (англ. Wrong Turn) — американо-германский фильм ужасов 2021 года, седьмая часть серии фильмов «Поворот не туда» и её второй по счёту перезапуск. Не имеет никакого отношения к остальным фильмам франшизы помимо названия и, в отличие от них, не является слэшером. В ролях Шарлотта Вега, Адейн Брэдли, Билл Сейдж, Эмма Дюмон, Дилан МакТи, Дейзи Хед и Мэтью Модайн. Это международное совместное производство США, Германии и Канады.
О проекте было объявлено в октябре 2018 года, когда Нельсон был назначен режиссёром по сценарию, написанному МакЭлроем, который написал оригинальный фильм. Основные съемки начались 9 сентября 2019 года и завершились 2 ноября 2019 года в Фелисити, штат Огайо.
«Поворот не туда 7: Наследие» был показан в кинотеатрах на один день, 26 января 2021 года, компанией Saban Films. Фильм получил неоднозначные и положительные отзывы критиков и собрал 4,8 миллиона долларов в прокате и 2 миллиона долларов в продажах видеоносителей, при бюджете в 30 миллионов, что делает его кассовым провалом.

## Сюжет
Джен Шоу, её бойфренд Дариус и пары Адам и Милла, Гэри и Луис прибывают в небольшой городок в сельской местности Вирджинии, чтобы отправиться в поход по Аппалачской тропе. Они сталкиваются с враждебностью со стороны местных жителей в баре, особенно со стороны Нейта. Джен также встречает странную женщину по имени Эдит; с ней немая девочка Рути.
Они начинают свой поход и, несмотря на предупреждения, сходят с тропы, чтобы найти старый форт. Огромный ствол дерева скатывается с холма и смертельно давит Гэри. Ушибленная, дезориентированная и потерянная группа разбивает лагерь на ночь. На следующий день Милла пропадает без вести, как и их мобильные телефоны. Они находят мемориальную доску, датированную 1859 годом, в память о создании группы поселенцев в горах, где считали, что конец Соединённых Штатов близок.
В поисках Миллы Адам запускает ловушку и попадает в яму. Джен, Дариус и Луис натыкаются на сарай, полный рюкзаков и одежды, затем видят Адама, привязанного к столбу, которого несут между двумя мужчинами в странных костюмах и масках из черепов животных. Друзья противостоят мужчинам, которые говорят на непонятном им языке. Адам вырывается на свободу и маниакально избивает одного из них до смерти, а другой убегает. Появляется Милла, которая ранее пошла в туалет и уклонилась от двух мужчин. Друзья сталкиваются с другими ловушками и окружены большим количеством людей в масках. Милла падает в яму и насаживается на колья. Она убита стрелой членом Фонда. Джен, Адам, Дариус и Луис схвачены.
Группу доставляют в примитивное поселение глубоко в лесу, штаб-квартиру Фонда, и предстают перед судом. Эдит — одна из их похитителей. Морган, брат человека, которого убил Адам, свидетельствует о том, как Адам убил своего брата Самуила. Группе предъявлено обвинение в убийстве. Лидер Венейбл приговаривает Адама к смерти. Остальные пытаются солгать перед судом, чтобы спасти его жизнь, но другие свидетели разоблачают их как лжесвидетелей, и поэтому они приговариваются к «темноте» за лжесвидетельство в суде. Адам вырывается на свободу и держит в заложниках Рути, требуя освобождения своих друзей. Рути использует скрытый клинок, чтобы нанести удар Адаму в ногу; затем он казнен на глазах у своих друзей Венейблом, который забивает его до смерти бревном, которым он убил Самуэля.
Луис пытается сбежать, но Венейбл ослепляет его горячей кочергой. Джен пытается манипулировать Венейблом и другими членами Фонда ради милосердия. Она продает Дариуса группе как желательного профессионала, способного решать социальные проблемы их закрытого общества; и предлагает себя всем в качестве жены и матери их детей, рекламируя себя как имеющую хорошие гены и отсутствие генетической предрасположенности к раку, которого, как она обнаружила, боятся сотрудники Фонда. Венейбл соглашается, и она и Дариус вступают в сообщество. Джен становится женой Венейбла, поскольку он сообщает, что овдовел более года назад после того, как его жена погибла в результате несчастного случая на горном склоне.
Шесть недель спустя Скотт Шоу, отец Джен, приезжает в город, чтобы найти свою дочь. Он платит местному следопыту, чтобы тот провел его через лес. После того, как ловушка убивает следопыта и его сына, Скотт находит поселение, но попадает в плен. Джен, теперь замужем за Венейблом, стреляет в своего отца из стрелы. Венейбл приговаривает Скотта к «тьме» за нарушение границ и заключает его в тюрьму. Той ночью Джен отпускает своего отца, показывая, что она подстрелила его только для того, чтобы не вызывать подозрений. Она пытается заставить Дариуса сбежать с ней и Скоттом, но он отказывается уходить. Рути помогает им сбежать, прежде чем Венейбл и другие культисты преследуют их. Они обнаруживают подземную камеру, полную ослепленных и шаркающих заключенных, включая Луиса. Из милосердия Джен убивает его и убегает со Скоттом, убивая нескольких сектантов, включая Эдит. Они встречают Нейта и других вооруженных горожан, которые предлагают помощь. Сектанты нападают на них, ранив Джен, но Скотт и Джен убегают.
Несколько месяцев спустя Джен и её отец вернулись к нормальной жизни. Джен навещает свою мачеху, но находит её в процессе приветствия Венейбл и Рути по соседству. Джен противостоит Венейбл, который замечает, что беременна его ребёнком. Он просит Джен вернуться с ним в Фонд. Джен соглашается при условии, что Венейбл никогда больше не будет вмешиваться в её семью. Она, Венейбл и Рути уезжают на машине для отдыха. Когда идут финальные титры, Джен заставляет фургон врезаться в припаркованную машину. Джен закалывает Венейбл ножом, а также убивает другого сектанта, водителя фургона. Затем она берет Рути за руку, когда они возвращаются к дому её семьи.

## В ролях
| Актёр                  | Роль                                                             |
| ---------------------- | ---------------------------------------------------------------- |
| Шарлотта Вега          | Дженнифер «Джен» Шоу главная героиня                             |
| Эдейн Брэдли           | Дариус Клемонс                                                   |
| Эмма Дюмон             | Милла Д’Анджело                                                  |
| Дилан МакТи            | Адам Лукас                                                       |
| Адриан Фавела          | Луис Ортиз                                                       |
| Вардаан Арора          | Гэри Амаан                                                       |
| Валери Джейн Паркер    | Коррин                                                           |
| Билл Сейдж             | глава общины «Основание» «Бараний череп»/Джон Венэйбл антагонист |
| Дэмиан Маффей          | член общины «Основание» «Олений череп»/Морган                    |
| Дэйзи Хэд              | член общины «Основание» Эдит                                     |
| Райан Элизабет Ханаван | немая девочка из общины Рути                                     |
| Мэттью Модайн          | отец Джен Скотт Шоу главный герой                                |
| Тим Де Зарн            | подозрительный мужчина в баре Нейт Роадс                         |
| Чейни Морроу           | охотник Хоббс                                                    |

## Производство
В октябре 2018 года было объявлено о перезапуске франшизы «Поворот не туда». Основные съёмки начались 9 сентября 2019 в Огайо.

### Съемка
Основные съемки начались 9 сентября 2019 года в Огайо и завершились 2 ноября.

### Музыка
Композитор фильма Стивен Лукач. Альбом саундтреков под названием Wrong Turn: The Foundation был выпущен Konigskinder Music 25 февраля 2021 года.

## Сборы
По состоянию на 28 марта 2021 года фильм собрал в мировом прокате 3 211 499 долларов США. В США 852 867 долларов (26,6 % от общемирового проката), в России 682 648 долларов.

## Релиз
Изначально премьера фильма планировалась в 2020 году, но в связи с пандемией COVID-19 была перенесена на 2021. В США фильм вышел в театральный прокат 26 января. В России полноценный прокат начался 18 февраля 2021 года.

## Критика
На агрегаторе обзоров Rotten Tomatoes сайт дал фильму рейтинг одобрения 65 % на основе 65 обзоров со средней оценкой 6/10. Консенсус сайта гласит: «Поворот не туда 7 — это на голову ниже более эффективных фильмов ужасов, но зрители, настроенные на кровавый озноб, обнаружат, что эта перезагрузка франшизы делает больше, чем несколько правильных вещей». На Metacritic фильм получил средневзвешенную оценку 46 из 100 на основе семи критиков, которые дали фильму «смешанные или средние отзывы».
Ник Аллен из RogerEbert.com дал фильму три звезды из четырёх, написав, что «МакЭлрой и Нельсон превращают „Поворот не туда 7“ в причудливую извилистую одиссею, хотя в её мыслях гораздо больше, чем просто крутое убийство».